# Varde
Pour les articles homonymes, voir Varde (homonymie).
Pour la commune à laquelle la ville donne son nom, voir Varde (commune).
Varde est une ville du Danemark, chef-lieu d’une commune homonyme, dans la région du Danemark-du-Sud. Elle comptait 13 605 habitants en 2014, pour une superficie de 251,41 km2.